# أدريان سيتارو
أدريان سيتارو (بالرومانية: Adrian Sitaru)‏ (و. 1971  م) هو مخرج أفلام، ومونتير، وكاتب سيناريو روماني، ولد في ديفا.

## وصلات خارجية
- أدريان سيتارو على موقع IMDb (الإنجليزية)
- أدريان سيتارو على موقع روتن توميتوز (الإنجليزية)
- أدريان سيتارو على موقع قاعدة بيانات الأفلام العربية
- أدريان سيتارو على موقع ألو سيني (الفرنسية)
- أدريان سيتارو على موقع أول موفي (الإنجليزية)
- أدريان سيتارو على موقع قاعدة بيانات الأفلام السويدية (السويدية)
- أدريان سيتارو على موقع قاعدة بيانات الفيلم (الإنجليزية)
- أدريان سيتارو على موقع ليتربوكسد (الإنجليزية)
- أدريان سيتارو على موقع كينوبويسك (الروسية)